# Atentatul de la Sarajevo (film din 1968)
Atentatul de la Sarajevo (titlul original: în sârbocroată Sarajevski atentat) este un film dramatic iugoslav, realizat în 1968 de regizorul Fadil Hadzic, protagoniști fiind actorii Predrag Finci, Bert Sotlar, Lučina Vinička și Svetolik Nikačević. 
Filmul descrie evenimentele din jurul asasinării succesorului austro-ungar Franz Ferdinand al Austriei (interpretat de Bert Sotlar) la Saraievo în 1914, care a servit drept pretext pentru izbucnirea Primului Război Mondial. Despre complotul asasinării arhiducelui, se relatează retrospectiv din cadrul ce are loc în timpul celui de al doilea război mondial, povestită unui bărbat din rezistență, care fuge de Gestapo în Sarajevoul ocupat, împreună cu un bătrân care se dovedește a fi un fost membru al organizației Mlada Bosna (Tânăra Bosnie), care îi povestește despre rolul său în asasinat. Acest film s-a remarcat pentru stilul său neobișnuit, modernist. Tema a fost reluată ulterior și de regizorul Veljko Bulajic în 1975 cu un subiect similar și care a fost ulterior lăudat de critici fiind o versiune mai spectaculoasă, aceasta având și o distribuție de talie internațională. 